# Волдотишки (Вороновский район)
Волдотишки (бел. Во́лдацішкі) — деревня в Вороновском районе Гродненской области Беларуси. В составе Больтишского сельсовета.

## География
Ближайшие населённые пункты Больтишки, Вильбики, Гештовты и др.
Недалеко дорога Н6020.

### Гидрография
Рядом река Дитва.

## Этимология
Валдад или Валтат (Waldad, Valtat) — имя германского происхождения. Именная основа -валд- (-алд, -олт) (имена литвинов Геральт, Левалт, Рамвольт; германские имена Gerwald, Lewolt, Romuald) происходит от готского и германского waldan «владеть, хозяйничать» или wulþus «слава, мужество», а основа -гад- (-от-, -ат-) (имена литвинов Ядвига, Гатман, Гатаут; германские имена Hadwig, Hadoman, Hathald) — от готского *haþus, германского hathu «бой».
Ещё этнограф и языковед Евфимий Карский обращал внимание на то, что в латышской Курляндии, «большинство белорусских населенных мест заканчиваются на -ішкі», позже в русле политики литовизации подобные топонимы на -ішкі обозначили как «исторически балтийские» и даже «типично литовские». Тем временем минский исследователь Алехно Дайлид отмечает, что «в восточногерманских языках был расширен суффикс -isk-: таким порядком, так именованная «линия Сафаревича» (граница предпочтения поселений с названиями на -ішкі в Понемонье) не обязательно связана с балтами».

## Население
- 2009 год — 61 житель (перепись населения)[9]

## Достопримечательность
- Костёл Святой Марии Магдалены